# باتريك جيفري
باتريك جيفري (بالإنجليزية: Patrick Jeffrey) هو غطاس أمريكي، ولد في 25 يونيو 1965.

## وصلات خارجية
- باتريك جيفري على موقع الاتحاد الدولي للسباحة (الإنجليزية)
- باتريك جيفري على موقع أوليمبيديا (الإنجليزية)